# マルマタしょう油
マルマタしょう油合資会社（マルマタしょうゆ）は、大分県日田市に本社を置き、醤油や味噌など食品の製造販売を行う企業。1859年（安政6年）創業。創業者は合原（ごうばる）又七郎。
醸造業を手がける一方、20世紀初頭ごろから山林事業に乗り出し、1965年（昭和40年）に関連会社のマルマタ林業を設立している。

## 商品
- 濃口醤油太陽[3] - 女優の吉瀬美智子がぴったんこカンカン番組内で紹介したことがある[4]。
- ゆず酢醤油
- 合わせ味噌
- ごまみそ
- にんにくみそ
- しょうがもろみ
- 山椒醤油
- 山椒味噌
- 甘ぽん酢（生ゆず・生かぼす）